# Mátraszele
Mátraszele község Nógrád vármegyében, a Salgótarjáni járásban.

## Fekvése
Salgótarjántól délkeletre, a Zagyva mentén, Homokterenye és Bárna közt fekszik. A Novohrad-Nógrád UNESCO Globális Geopark települése.

### Megközelítése
Csak közúton érhető el, Kazár felől a 2301-es, Salgótarján, illetve Mátraterenye felől pedig a 2303-as úton. Külterületeit északon érinti még a Bárnára vezető 23 106-os út is.

## Története
Mátraszele nevét 1304-1321 között említette először oklevél a Rátót nemzetség birtokaként, ekkor Fel-Szele és Al-Szele nevek alatt említették az oklevelek.
1449-ben Kürt és Zobor helységekkel együtt; a serkei Lorántffyak földesúri hatósága alá tartozott és e család birtoka volt még 1481-ben is. 1548-ban Jánossy Pál és Feleki Lestár voltak birtokosai. A település a későbbi összeírásokban nem fordult elő, majd 1715-ben 8 magyar, 2 tót, 1720-ban pedig 9 magyar háztartását vették fel az összeírásba. 1770-ben Ráday Gedeon, Darvas Ferenc, Gyürky Pál és Balogh Péter voltak birtokosai, a 19. század elején pedig Lázár Pál és az Oláh család volt birtokosa. Az 1900-as évek elején pedig az Éjszakmagyarországi Kőszénbánya Társaság volt itt a nagyobb birtokos, melynek itt több kőszénbányája is volt. A községhez tartoztak: Csibaj-bánya, Jánosakna, Darazsik-puszta, Peles-puszta, Vizvölgy és Boronyi-bánya nevű lakott helyek is. A 20. század elején Nógrád vármegye Salgótarjáni járásához tartozott.

## Közélete

### Polgármesterei
- 1990–1994: Vincze László (független)[3]
- 1994–1998: Vincze László (független)[4]
- 1998–2002: Vincze László (független)[5]
- 2002–2006: Vincze László (független)[6]
- 2006–2010: Vincze László (független)[7]
- 2010–2014: Vincze László (független)[8]
- 2014–2019: Vincze László (független)[9]
- 2019–2024: Vincze László (független)[10]
- 2024– : Kolozsvári László (független)[1]

## Népesség
A település népességének változása:
| Lakosok száma | 984  | 968  | 920  | 931  | 902  | 889  | 873  |
|               | 2013 | 2014 | 2015 | 2021 | 2022 | 2023 | 2024 |

1910-ben 1325 lakosából 1172 magyar, 20 német, 79 szlovák volt. Ebből 1265 római katolikus, 47 evangélikus volt. 2001-ben a település lakosságának 95%-a magyar, 5%-a cigány nemzetiségűnek vallotta magát.
A 2011-es népszámlálás során a lakosok 87,5%-a magyarnak, 4,7% cigánynak mondta magát (12,5% nem nyilatkozott; a kettős identitások miatt a végösszeg nagyobb lehet 100%-nál). A vallási megoszlás a következő volt: római katolikus 59,3%, református 1,2%, evangélikus 0,3%, görögkatolikus 0,3%, felekezeten kívüli 13,9% (23,5% nem nyilatkozott).
2022-ben a lakosság 90,2%-a vallotta magát magyarnak, 2,2% cigánynak, 0,6% románnak, 0,2% szlováknak, 0,2% németnek, 2,2% egyéb, nem hazai nemzetiségűnek (9,5% nem nyilatkozott; a kettős identitások miatt a végösszeg nagyobb lehet 100%-nál). Vallásuk szerint 40,6% volt római katolikus, 0,4% református, 0,3% evangélikus, 0,3% görög katolikus, 2,1% egyéb keresztény, 0,8% egyéb katolikus, 16,1% felekezeten kívüli (39% nem válaszolt).

## Itt született
- Hargitai Nándor magyar bajnok labdarúgó.